# Paulo Branco
José Condeixa de Araújo Branco, conocido como Paulo Branco (n. Lisboa, 3 de junio de 1950) es un productor y actor portugués de cine independiente, especialmente conocido por haber brindado su primera oportunidad a realizadores clave en la historia del cine y su apoyo al denominado "nuevo cine" portugués. Ha producido más de 300 películas.Ha trabajado con cineastas como David Cronenberg, Wim Wenders, Chantal Akerman, João César Monteiro, Manoel de Oliveira y Raúl Ruiz. Ha recibido varios premios, entre ellos el Premio Luso-Español de Arte y Cultura 2022.

## Biografía
Habiendo obtenido la segunda mejor nota del equivalente al bachillerato en Portugal. Estudió Ingeniería Química. Intentó emigrar clandestinamente a Londres para huir de la dictadura y del servicio militar, pero fue capturado y enviado a las colonias, donde sobreviviría con pequeños trabajos y de carreras ecuestres. Dos años más tarde se mudó a París sin regularizar su situación, ciudad en la que desde entonces ha residido además de en Lisboa. 
Fue en Francia donde inició su acercamiento al cine como empleado del cine Olympic y posteriormente como administrador de la sala Paris Action-Rèpublique. Empezó en el cine trabajando con Frederic Mitterrand.En 1972 fue asistente de dirección de Antonio-Pedro Vasconcelos en la película Perdido por cem Empezó a producir cortometrajes y cine independiente en 1979 trabajando entre París y Lisboa. En 1977 fundó la compañía de distribución Hors-Champ y en 1979 fundó la compañía de producción V.O. Films. Su primera película como productor fue Oxalá 1980) de Antonio-Pedro Vasconcelos. Le siguieron en 1980 Loin de Manhattan (Biette), Conversa Acabada (Botelho), Silvestre (Montiro) y en 1981 Le Territoire, del chileno Raúl Ruiz a quién conoció durante su exilio en París y dos trabajos de Manoel de Oliveira: Francisca y Amor de perdición, serie de la que produjo tres episodios.
Durante décadas de carrera profesional ha producido casi trescientas películas impulsando la carrera de muchos directores independientes y especialmente el cine portugués. Ha producido películas de  Raúl Ruiz, Manoel de Oliveira,Teresa Villaverde, Alain Tanner, Michel Piccoli, Danièle Dubroux, Chantal Akerman, Alberto Morais, Olivier Assayas, Paul Auster y Wim Wenders, entre otros. Para ello ha creado y dirigido las sociedades de producción Gémini Films, Alma Films en Francia y Madragoa Filmes y Clap Filmes en Portugal, además de sociedades de explotación de salas y distribución.  Con Medeia Filmes y Leopardo Filmes se convirtió en el segundo mayor exhibidor y distribuidor de cine en Portugal.
En 2012 se estrenó Cosmopolis, basada en la novela de Don DeLillo y dirigida por David Cronenberg, considerado uno de los proyectos más ambiciosos de su carrera.
Además de producir las películas se encarga de su distribución internacional y de las ventas.
Desde el inicio estuvo presente en importantes festivales internacionales siendo miembro del jurado en el Festival Internacional de Berlín (1999), Venecia (2005) y Rotterdam (2006),  además de ser Presidente del jurado en el Festival de Lecce y en el de Locarno en 2011.
En 2007 fundó el Lisbon & Estoril Film Festival. También ha participado como actor en algunas de sus películas.
Ha sido merecedor de numerosos premios, como el premio al mejor productor europeo por el parlamento europeo, el premio Raimondo-Rezzonico del Festival internacional de cine de Locarno al mejor productor mundial.
Fue galardonado con el Premio Luso-Español de Arte y Cultura 2022 por “el compromiso con sus visiones siempre nuevas y sus variadas expresiones cinematográficas, así como el decidido compromiso que mantuvo a lo largo de su carrera, en los diversos campos del cine, medio que incorpora la literatura, música, artes plásticas y pintura, entre sus más de 300 películas producidas”.

## Vida personal
Es el padre de Juan Branco.

## Filmografía seleccionada
Como productor
- Ill-Fated Love (1979)
- Francisca (1981)
- The Territory (1981)
- El estado de las cosas (1982)
- En la ciudad blanca (1983)
- Three Crowns of the Sailor (1983)
- La ville des pirates (1983)
- Le soulier de satin (1984)
- Les destins de Manoel (1985)
- La isla del tesoro (1985)
- Maine-Océan (1986)
- Os Canibais (1988)
- Winter's Child (1989)
- Non, ou a Vã Gloria de Mandar (1990)
- The End of the World (1992)
- Vale Abraão (1993)
- Normal People Are Nothing Exceptional (1993)
- Historia de Lisboa (1994)
- O Convento (1995)
- Casa de Lava (1995)
- The Phantom Heart (1996)
- Cinco Dias, Cinco Noites (1996)
- Trois vies et une seule mort (1996)
- Pour rire ! (1996)
- Few of Us [Mūsų nedaug] (1996)
- Genealogies of a Crime (1997)
- Ossos (1997)
- Viaje al principio del mundo (1997)
- The House [Namai] (1997)
- Anxiety (1998)
- La nouvelle Ève (1999)
- El tiempo recobrado (1999)
- As Bodas de Deus (1999)
- La Vie moderne (2000)
- La fidélité (2000)
- La Captive (2000)
- Le stade de Wimbledon (2001)
- I'm Going Home (2001)
- Ganhar a Vida (2001)
- I Am Dina (2002)
- O Princípio da Incerteza (2002)
- Deux (2002)
- Il est plus facile pour un chameau...(2003)
- Um Filme Falado (2003)
- Ce jour-là (2003)
- Otros tiempos (2004)
- Mi madre (2004)
- Noite Escura (2004)
- Demain on déménage (2004)
- Alice (2005)
- C'est pas tout à fait la vie dont j'avais rêvé (2005)
- Dans Paris (2006)
- Algunos días en septiembre (2006)
- Canciones de amor (2007)
- Daqui P'ra Frente (2007)
- Très bien, merci (2007)
- The Inner Life of Martin Frost (2007)
- Four Nights with Anna (2008)
- This Night (2008)
- Cendres et sang (2009)
- Misterios de Lisboa (2010)
- Linhas de Wellington (2012)
- Cosmopolis (2012)
- My Soul Healed By You (2013)
- El cuarto azul (2014)
- Cadences obstinées (2014)
- Casanova Variations (2014)
- Cosmos (2015)
- L'Astragale (2015)
- Fou d'amour (2015)
- La Forêt de Quinconces (2016)
- Jeunesse (2016)
- La madre (2017)
- Le divan de Staline (2016)
- Tous les rêves du monde (2017)
- O Caderno Negro (2018)
- Mosquito (2019)
- Linhas Tortas (2019)
- A Herdade(2019)
- Ordem Moral (2020)

## Premios y reconocimientos
- 1997 Premio al Mejor Productor Europeo del Parlamento Europeo
- 1998 recibió la Orden Gabriela Mistral, la más alta distinción de Chile, por su colaboración con Raúl Ruiz
- 2002 Festival de Locarno concedió por primera vez su Premio Raimondo-Rezzonico al Mejor Productor Independiente.
- 2002 Golden Horse award at the Taipei Film Festival.
- 2004 la República Francesa le concedió la distinción de Oficial de la Orden de las Artes y las Letras.
- 2014, el trigésimo Festroia (Festival Internacional de Cine de Setúbal) rindió homenaje a Paulo Branco y la Asociación Cultural de São Paulo «Produção Criativa» organizó un ciclo dedicado a su obra, «O cinema de Paulo Branco». Para concluir, ese mismo año el Festival Internacional de Cine de Dublín le propuso impartir una Master Class.
- 2019 Premio Leonardo Da Vinci Award de la Tsukuba University (Tokyo, Japan)
- 2022 Premio Luso Español de Arte y Cultura[12]

## Documentales
- Deux, trois fois Branco. Dirección Boris Nicot. Francia, Portugal 2018[15]